# تيد نوغينت
تيد نوغينت (بالإنجليزية: Ted Nugent)‏ هو مغني وعازف قيثارة وكاتب أغاني وملحن وموسيقي أمريكي، ولد في 13 ديسمبر 1948 في ديترويت في الولايات المتحدة.

## وصلات خارجية
- الموقع الرسمي
- تيد نوغينت على موقع IMDb (الإنجليزية)
- تيد نوغينت على موقع روتن توميتوز (الإنجليزية)
- تيد نوغينت على موقع ميوزك برينز (الإنجليزية)
- تيد نوغينت على موقع رولينغ ستون (الإنجليزية)
- تيد نوغينت على موقع قاعدة بيانات برودواي على الإنترنت (الإنجليزية)
- تيد نوغينت على موقع إن إن دي بي (الإنجليزية)
- تيد نوغينت على موقع أول ميوزيك (الإنجليزية)
- تيد نوغينت على موقع ديسكوغز (الإنجليزية)
- تيد نوغينت على موقع قاعدة بيانات الفيلم (الإنجليزية)